# De Franse Kroon

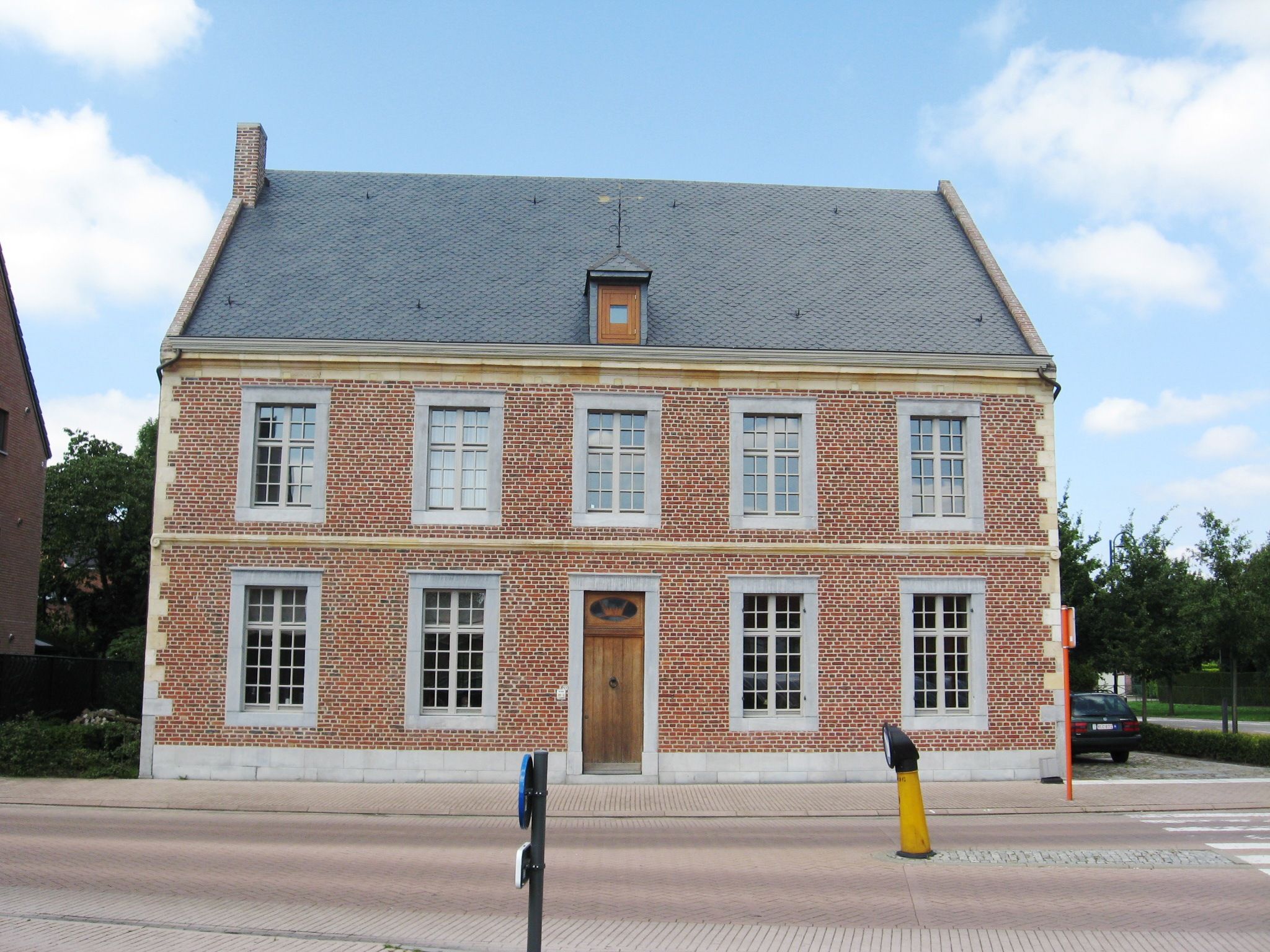
Huis De Franse Kroon

Het huis De Franse Kroon is een classicistisch gebouw in de Belgische gemeente Zonhoven. In 1833 werd hier het Verdrag van Zonhoven tussen België en Nederland ondertekend. Het huis is een beschermd monument.

## Geschiedenis
In 1782 bouwde Zonhovenaar Jan Michel Schouteden een huis langs de Dorpsstraat aan het noordelijke uiteinde van het dorp en ging het uitbaten als herberg. 
Het classicistische gebouw telt vijf traveeën over twee verdiepingen met een dakkapel boven de middentraveeën. In het bovenlicht van de deur is een kroon geplaatst.
Tijdens de Franse Revolutie was de Franse hoofdwacht in het huis gevestigd. Op 14 april 1799 werd in de tuin van het huis de Zonhovense priester Pieter Daniëls gedood door de Fransen. Daniëls, die kapitein was van de Brigands en weigerde de eed van trouw ten opzichte van de Franse Republiek af te leggen, werd bij een bezoek aan zijn ouders gearresteerd en naar De Franse Kroon gebracht. Bij zijn ontsnappingspoging werd hij om het leven gebracht met een geweerschot.
Op 12 juli 1833 begonnen hier de onderhandelingen tussen België en Nederland om een vrije doortocht van de Nederlandse troepen van Maastricht naar Budel en een vrije handelsweg naar Duitsland voor de Belgen te garanderen. Op 18 november 1833 werd hier uiteindelijk het Verdrag van Zonhoven ondertekend.
Lange tijd was De Franse Kroon een herberg. Vanaf de tweede helft van de 20e eeuw werd het huis omgevormd tot woning. In 1975 werd het gebouw volledig gerestaureerd. Een tweede restauratie vond plaats in 2004.
In 1987 werd het huis wegens haar historische waarde beschermd als monument. De omgeving ervan werd een beschermd dorpsgezicht.